# Sérgio Klein
Sérgio Klein, pseudonimo di Sérgio da Rocha Kleinsorge (Sete Lagoas, 7 luglio 1963 – Belo Horizonte, 3 luglio 2010), è stato uno scrittore e poeta brasiliano, specializzato nella letteratura per ragazzi.

## Biografia
Diplomato alla scuola di giornalismo all'Università Federale di Juiz de Fora, dal 1996 è stato revisore contabile presso l'ufficio delle imposte di Porto Velho e nel 2002 è stato trasferito a Sete Lagoas. 
Nel 2005 ha pubblicato per la casa editrice brasiliana Fundamento Poderosa. Diário de uma Garota que Tinha o Mundo na Mão, storia di Joana Dalva, una ragazza che quando scrive con la mano sinistra può cambiare le sorti del mondo, arrivando fino a salvare Giovanna d'Arco dal rogo. Il libro è diventato un successo, ed è stato tradotto in Canada, Spagna, Messico e italia, dove è stato stampato con il titolo Magica. Diario di una ragazza che teneva il mondo in una mano, seguito da Magica 2. I mille segreti di Nonna Nina, entrambi tradotti per Marco Tropea Editore da Tiziana Tonon. Poco prima dell'uscita del terzo volume della serie, la casa editrice italiana ha chiuso. 
I libri della serie scritti da Klein sono cinque, un sesto è stato completato, dopo la scomparsa dell'autore, da José Antônio Orlando.

## Opere
- Tremendo De Coragem, Fundamento Dauer, 2001

- Uma Janela No Espelho, 2003
- Poderosa. Diário de uma Garota que Tinha o Mundo na Mão, Fundamento, 2005
  - (ES)  Poderosa. Una chica con el mundo en su mano, Fondo de Cultura Económica, 2008
    - (IT)  Magica. Diario di una ragazza che teneva il mondo in una mano, Tropea, 2009
      - (FR) Le pouvoir de Jeanne, Origo, 2011

- A Menina Que Era Uma Vez 2005
- A Menina Que Era Outra Vez 2006
- Poderosa 2 diário de uma garota que tinha o mundo na mão, Fundamento, 2006
- Poderosa 3: diário de uma garota que tinha o mundo na mão, 2007
- Poderosa 4: diário de uma garota que tinha o mundo na mão, Fundamento, 2008
- Cinema Pipoca E Pirua 2008
- Poderosa 5: diário de uma garota que tinha o mundo na mão, 2009
- Família É Assim. Meu Cachorro Virtual 2011
- Família É Assim. Minha Tia Irresistível 2011
- Adultos Mais ou Menos Crianças. Nem Par, Nem Ímpar 2011
- Adultos Mais Ou Menos Crianças. Um Ladrao Do Outro Mundo 2012
- Familia E Assim. Meu Avo Desparafusado 2013
- Adultos Mais Ou Menos Crianças. Agulha Macia 2013
- Un esqueleto inquieto, Anaya Infantil Y Juvenil, 2014
- Tremendo de Coragem 2015
- Gêmeos Descolados. O Vizinho Lobisomem 2015
- Gêmeos Descolados. A Visita do Ogro 2015
- Poderosa. Diário De Uma Garota Que Tinha O Mundo Na Mão - Volume 5 2015
- Bilboquê. Que Bicho É Esse? 2015

## Premi
Lo scrittore per il racconto Palavras Cruzadas, ottenne il primo premio al Concurso Nacional de Literatura della città di Belo Horizonte, nel 2002.
Premio Casa de América Latina, conferito dall'emittente Radio France Internationale di Parigi.
Il primo libro della serie Poderosa fu finalista al Premio Jabuti, il più popolare del Brasile.